# Дифенталь, Фредерик
Фредерик Дифенталь (фр. Frédéric Diefenthal, род. 26 июля 1968) — французский актёр, наиболее известный одной из главных ролей в серии фильмов «Такси» — инспектора полиции Эмильена, друга главного героя Даниэля.

## Биография
Родился 26 июля 1968 года.

## Карьера
В 15 лет бросил учёбу и начал работать подручным в гостинице, потом стал парикмахером. Проснувшийся интерес к комедии побудил его посещать актёрские курсы при театре «Вирио». Его актёрский дебют состоялся в 1991 году в фильме «Тотальная слежка». Первую большую роль актёр сыграл в 1995 году в фильме «Милая Франция» (фр. Douce France), однако картина осталась незамеченной. Популярность Фредерик Дифенталь приобрёл, сыграв роль недотёпы-полицейского Эмильена в фильмах «Такси», а также «Такси 2», «Такси 3» и «Такси 4». Актёр был номинирован на премию «Сезар» как лучший молодой актёр.

## Личная жизнь
В 2002 году расстался с французской актрисой Клер Кейм (фр. Claire Keim), с которой они были вместе с 1999 года. В мае 2004 года женился на актрисе Гвендолин Амон, внучке известного писателя Жана Ануя («Пассажир без багажа», «Антигона»). В июле 2004 года у них родился сын Габриэль. Пара рассталась в 2013 году.

## Фильмография
- 1991 — Билли / Billy
- 1991 — Тотальная слежка / La Totale! — уличный грабитель
- 1993 — Алис Невер
- 1995 — Милая Франция / Douce France
- 1996 — Капитан Конан / Capitaine Conan
- 1998 — Такси / Taxi — Эмильен Кутан-Корбадек (в Русской версии озвучивает Всеволод Кузнецов)
- 2000 — Такси 2 / Taxi 2 — Эмильен Кутан-Корбадек (в Русской версии озвучивает Борис Шувалов)
- 2000 — Шесть / Six-Pack
- 2001 — Белфегор — призрак Лувра / Belphégor, le fantôme du Louvre
- 2001 — Сильные души / Les Âmes fortes
- 2002 — Частное расследование / Une affaire privée
- 2003 — Лабиринты / Dédales
- 2003 — Случайный человек / Un homme par hasard
- 2003 — Такси 3 / Taxi 3 — Эмильен Кутан-Корбадек (в Русской версии озвучивает Борис Шувалов)
- 2004 — Квартирант / L’Incruste
- 2004 — Холостой выстрел / Nos amis les flics
- 2005 — Секс в большом Париже / Clara Sheller
- 2005 — Суфлёр / Le Souffleur
- 2005 — Пока не станет слишком поздно / Avant qu’il ne soit trop tard
- 2006 — Дэвид Ноланде / David Nolande
- 2007 — Такси 4 / Taxi 4 — Эмильен Кутан-Корбадек (в Русской версии озвучивает Борис Шувалов)
- 2007 — Картуш, благородный разбойник / Cartouche, le brigand magnifique
- 2010 — Шатобриан / Chateaubriand
- 2011 — Элитный отряд / Flics
- 2012 —  Рецепты желаний
- 2014 — Убийства в... / Meurtres à...(фильм Убийства в Руанском аббатстве / Meurtres à l'abbaye de Rouen) - Дидьё Меж, капитан полиции
- 2017 — Убийства в... / Meurtres à...(фильм Убийства в Оверни / Meurtres en Auvergne) - Брюно Романья, капитан полиции
- 2018 — Убийства в... / Meurtres à... (фильм Призраки Гавра / Les fantômes du Havre) - Гаспар Лесаж, майор полиции
- 2018 —  Лес / La Forêt
- 2021 —  Убийства в... / Meurtres à... (фильм В ожидании чуда  / En attendant un miracle) - Максим Делест, капитан полиции